# Campeonato Mundial Sub-20 de Hockey sobre Hielo 2009 - División II

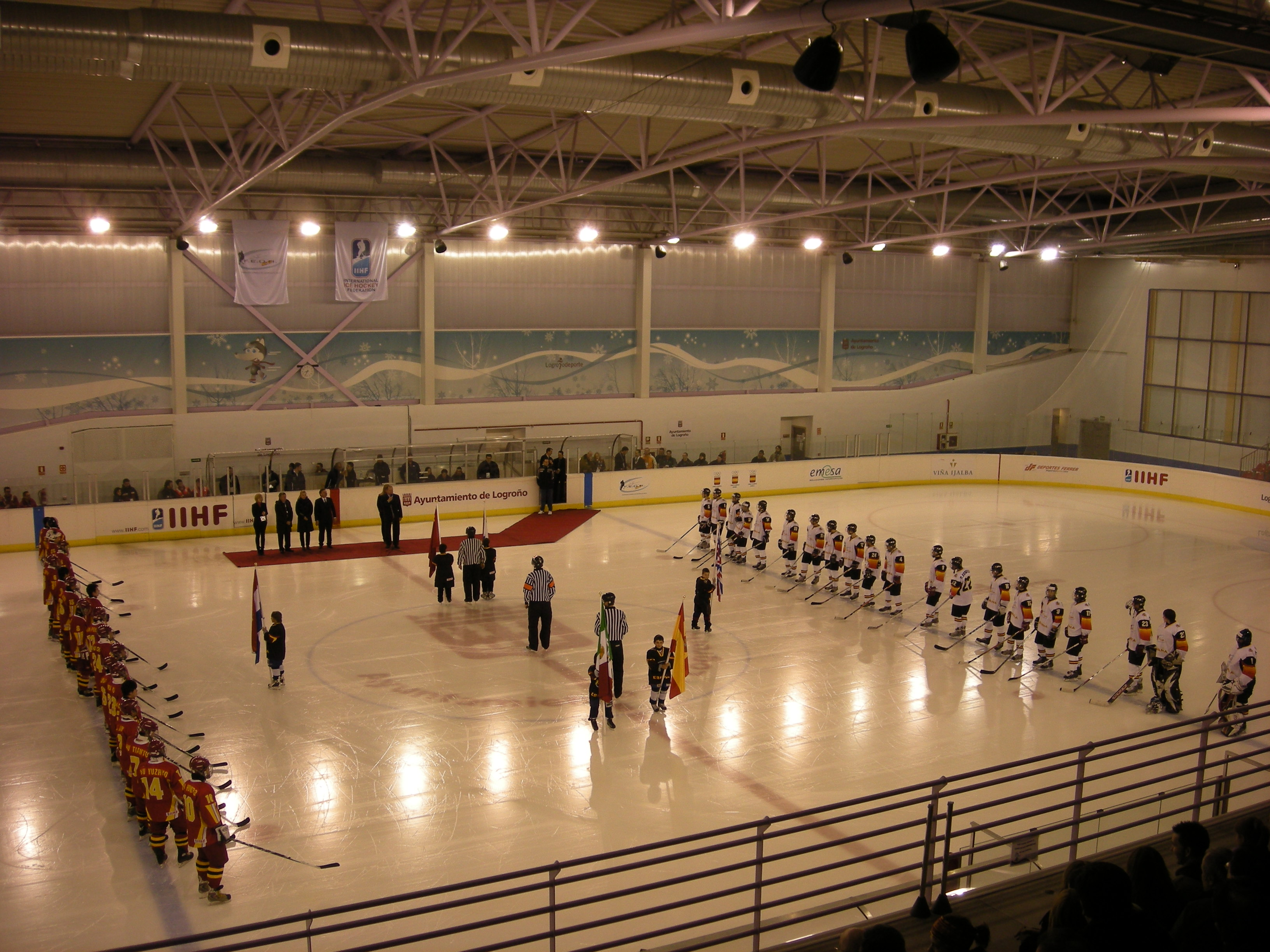
Ceremonia de inauguración del Grupo B en el Centro Deportivo Municipal Lobete de Logroño, La Rioja, España.

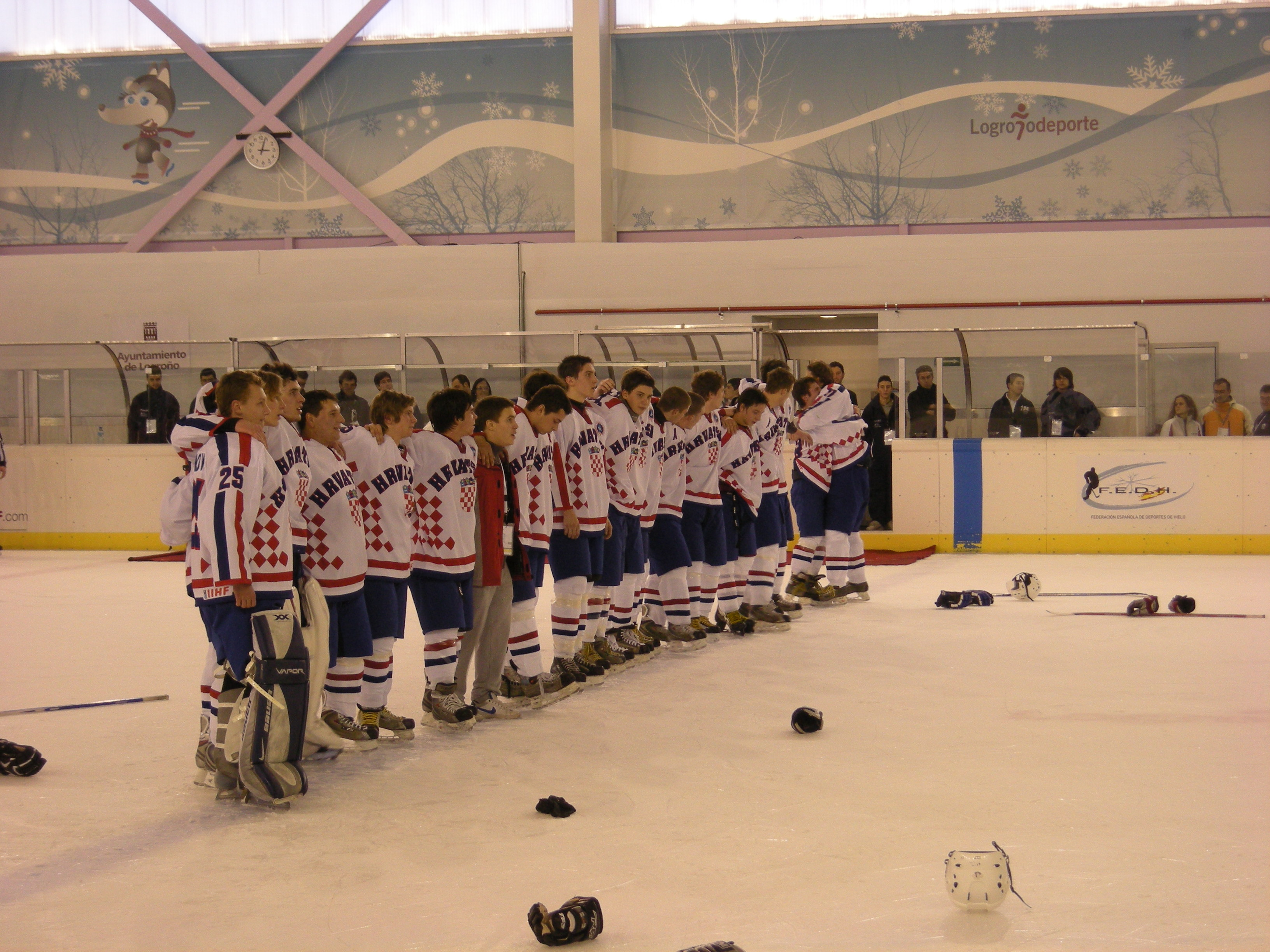
Equipo de Croacia, campeón del Grupo B.

La División II del Campeonato Mundial Sub-20 de Hockey sobre Hielo 2009 se disputó en dos grupos. El Grupo A se jugó del 15 al 21 de diciembre de 2008 en Miercurea Ciuc, Rumanía y el Grupo B del 10 al 15 de enero de 2009 en Logroño, España. El ganador de cada grupo ascendió a la División I para el Campeonato Mundial Sub-20 de Hockey sobre Hielo 2010, mientras que el último de cada grupo descendió a la División III.

## Grupo A
- 15 de diciembre al 21 de diciembre de 2008 en Miercurea Ciuc, Rumanía.

| Equipo        | J | G | EG | EP | P | GF | GC | DG  | PTS |
| ------------- | - | - | -- | -- | - | -- | -- | --- | --- |
| Japón         | 5 | 4 | 0  | 0  | 1 | 45 | 11 | 34  | 12  |
| Lituania      | 5 | 4 | 0  | 0  | 1 | 35 | 9  | 26  | 12  |
| Corea del Sur | 5 | 2 | 2  | 0  | 1 | 19 | 18 | 1   | 10  |
| Bélgica       | 5 | 2 | 0  | 0  | 3 | 17 | 32 | -15 | 6   |
| Serbia        | 5 | 0 | 1  | 1  | 3 | 10 | 33 | -23 | 3   |
| Rumania       | 5 | 0 | 0  | 2  | 3 | 9  | 32 | -23 | 2   |

## Grupo B
- 10 de enero al 15 de enero de 2009 en Logroño, España.[1]

| Equipo       | J | G | EG | EP | P | GF | GC | DG  | PTS |
| ------------ | - | - | -- | -- | - | -- | -- | --- | --- |
| Croacia      | 5 | 5 | 0  | 0  | 0 | 34 | 15 | 19  | 15  |
| Reino Unido  | 5 | 4 | 0  | 0  | 1 | 29 | 10 | 19  | 12  |
| Países Bajos | 5 | 3 | 0  | 0  | 2 | 28 | 12 | 16  | 9   |
| México       | 5 | 2 | 0  | 0  | 3 | 11 | 27 | -16 | 6   |
| España       | 5 | 1 | 0  | 0  | 4 | 12 | 19 | -7  | 3   |
| China        | 5 | 0 | 0  | 0  | 5 | 9  | 40 | -31 | 0   |

| Predecesor: Campeonato Mundial Sub-20 de Hockey sobre Hielo 2008 - División II | Campeonato Mundial Sub-20 de Hockey sobre Hielo - División II 2009 | Sucesor: Campeonato Mundial Sub-20 de Hockey sobre Hielo 2010 - División II |